# Municipio de San Baltazar Loxicha
El municipio de San Baltazar Loxicha es uno de los 570 municipios del estado mexicano de Oaxaca. Su cabecera es la localidad de San Baltazar Loxicha.

## Geografía
El municipio de San Baltazar Loxicha colinda al norte con el municipio de San Pablo Coatlán; al este con el municipio de Santa Catarina Loxicha; al sur con los municipios de San Bartolomé Loxicha y Santa María Colotepec; y al oeste con el municipio de San Sebastián Coatlán.

## Localidades
El municipio de San Baltazar Loxicha cuenta con seis localidades.
| Localidad            | Población (2020) |
| -------------------- | ---------------- |
| San Baltazar Loxicha | 2573             |
| Santa Martha Loxicha | 496              |
| Río Jordán           | 66               |

## Gobierno
El municipio de San Baltazar Loxicha se rige mediante el sistema de usos y costumbres.
| Presidente municipal        | Periodo   |
| --------------------------- | --------- |
| Zenón Martínez Alvarado     | 1996-1997 |
| Emigdio Alvarado Bautista   | 1997-1998 |
| Juan Mendoza García         | 1999-2001 |
| Cosme Bautista Gómez        | 2002-2004 |
| Ildefonso Alonso Bautista   | 2005-2007 |
| Filemón Jiménez Bautista    | 2008-2010 |
| Adelfo Jiménez García       | 2011-2013 |
| Cornelio Alonso Jiménez     | 2013-2016 |
| Valentín Mendoza Alvarado   | 2017-2019 |
| Atenógenes Jiménez Martínez | 2020-2022 |
| Leovigildo García Bautista  | 2023-2025 |